# Бриор
Бриор (фр. Briord) је насељено место у Француској у региону Рона-Алпи, у департману Ен (Рона-Алпи).
По подацима из 2011. године у општини је живело 902 становника, а густина насељености је износила 73,39 становника/km².

## Демографија
| 1962. | 1968. | 1975. | 1982. | 1990. | 2011. |
| ----- | ----- | ----- | ----- | ----- | ----- |
| 366   | 393   | 413   | 520   | 618   | 902   |